# Ophiocentrus anomalus
Ophiocentrus anomalus är en ormstjärneart som beskrevs av Yin-Xia Liao 1983. Ophiocentrus anomalus ingår i släktet Ophiocentrus och familjen trådormstjärnor. Inga underarter finns listade i Catalogue of Life.